# Franz von Holstein
Pour les articles homonymes, voir Holstein (homonymie).
Franz von Holstein, né le 16 février 1826 à Brunswick et mort le 22 mai 1878 à Leipzig, est un compositeur allemand.

## Biographie
Holstein est le fils du colonel Werner von Holstein (1784-1857), membre du conseil de guerre du duché de Brunswick.
Il est éduqué au corps de cadets, puis rejoint le 92e régiment d'infanterie (de) en tant que second lieutenant, le 6 octobre 1845. Il prend part à la première guerre des Duchés en 1848-1849 contre le royaume de Danemark. En tant qu'Oberleutnant il est aide-de-camp au 2nd bataillon de la Landwehr à partir de 1850, puis prend sa retraite de l'armée, le 11 mars 1853.
Encore officier, il compose l'opéra Zwei Nächte in Venedig (Deux Nuits à Venise), ainsi que des lieder et des ballades. En 1853, il se rend à Leipzig pour étudier le contrepoint auprès de Moritz Hauptmann et prend des cours de piano d'Ignaz Moscheles. Après des séjours à Rome, Berlin et Paris, Franz von Holstein dirige l'Association Bach de Leipzig. Il compose en plus de ses trois opéras, deux ouvertures, une cantate, des morceaux de musique de chambre et de piano et se fait connaître comme compositeur de lieder.
Holstein meurt à Leipzig à l'âge de 52 ans et est enterré au Nouveau cimetière Saint-Jean (de) aujourd'hui détruit et remplacé par le parc de la Paix (de) (sa stèle funéraire a été préservée et se trouve au lapidarium de l'Ancien cimetière Saint-Jean). C'est dans cette ville que son épouse Hedwig, fille du conseiller de la ville, Rudolf Julius Salomon, fonde la Holstein-Stift, fondation venant en aide aux étudiants en musique impécunieux.

## Œuvre
- Opéras:
  - Der Haideschacht. (1868)
  - Der Erbe von Morley. (1872)
  - Die Hochländer.[2] (1876)[3]

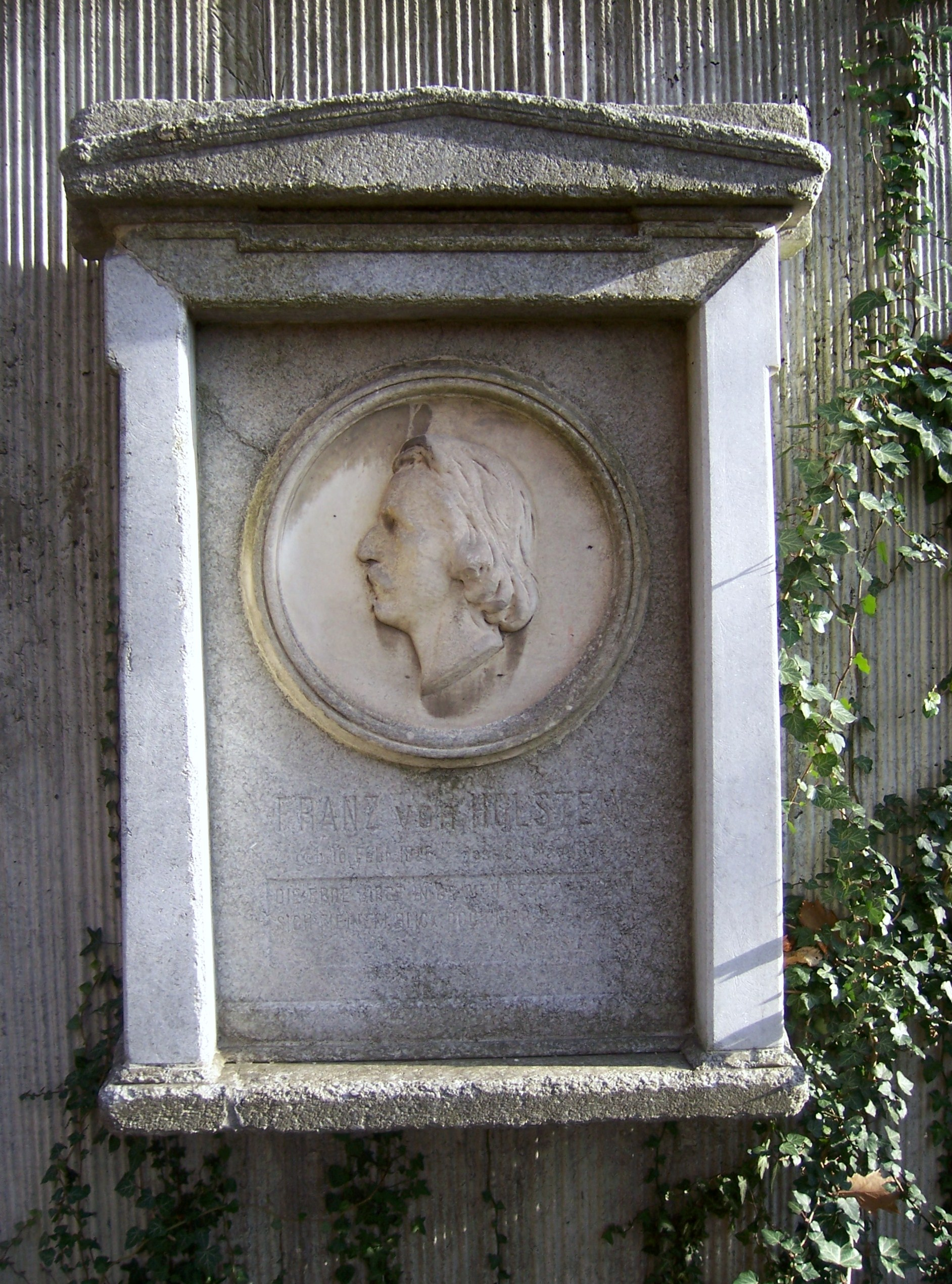
Monument funéraire.

- Lieder pour une voix, duets, et chœur d'hommes.
- Musique de chambre
- Ouvertures